# Marriott-Slaterville
Marriott-Slaterville je město v okresu Weber County ve státě Utah ve Spojených státech amerických. K roku 2000 zde žilo 1 425 obyvatel. S celkovou rozlohou 19,3 km² byla hustota zalidnění 75,8 obyvatel na km². Tento název nese od roku 1999, kdy byly sloučeny dvě malé vesnice Marriott a Slaterville.